# Tatari tänav
Le rue tatare (en estonien : Tatari tänav) est une rue Tallinn en Estonie.

## Présentation
La rue parcoure les quartiers Tatari et Veerenni du district urbain de Kesklinn.
Elle commence à la Place de la Liberté, près de l'intersection du boulevard Estonia puiestee et de la rue Pärnu maantee, puis croise Sakala tänav, Rävala puiestee, Allika tänav, Lätte tänav et Liivalaia tänav, bifurque vers Uus-Tatari tänav, croise Ravi tänav et Veerenni tänav puis se termine en rencontrant Pärnu maantee.
La rue mesure 1,146 km.

## Bâtiments de la rue
- Tatari 1/1 - Estonie puiestee 19, Immeuble de bureaux de Kawe City .
- Tatari 1/2, Maison conçue par Ernst Gustav Kühnert (et)[3].
- Tatari 2 - Pärnu mnt 15, Bâtiment Kawe Plaza[4].
- Tatari 4 - Pärnu maantee 17, Immeuble résidentiel de l'imprimerie Eduard Friedrich Talvik[5].
- Tatari 6, Immeuble conçu par Eugen Sacharias (et).
- Tatari 7, Résidence conçu par Ernst Boustedt (et) .
- Tatari 8 - Sakala 22, Immeuble commercial et résidentiel.
- Tatari 9-11, Bâtiment commercial et résidentiel conçu par Kalle Vellevoog (et) et conçu par Velle Kadalipp (et).
- Tatari 12, immeuble commercial et résidentiel.
- Tatari 13 - Sakala 17, Bâtiment de l'Académie estonienne de musique et de théâtre[6],[7].

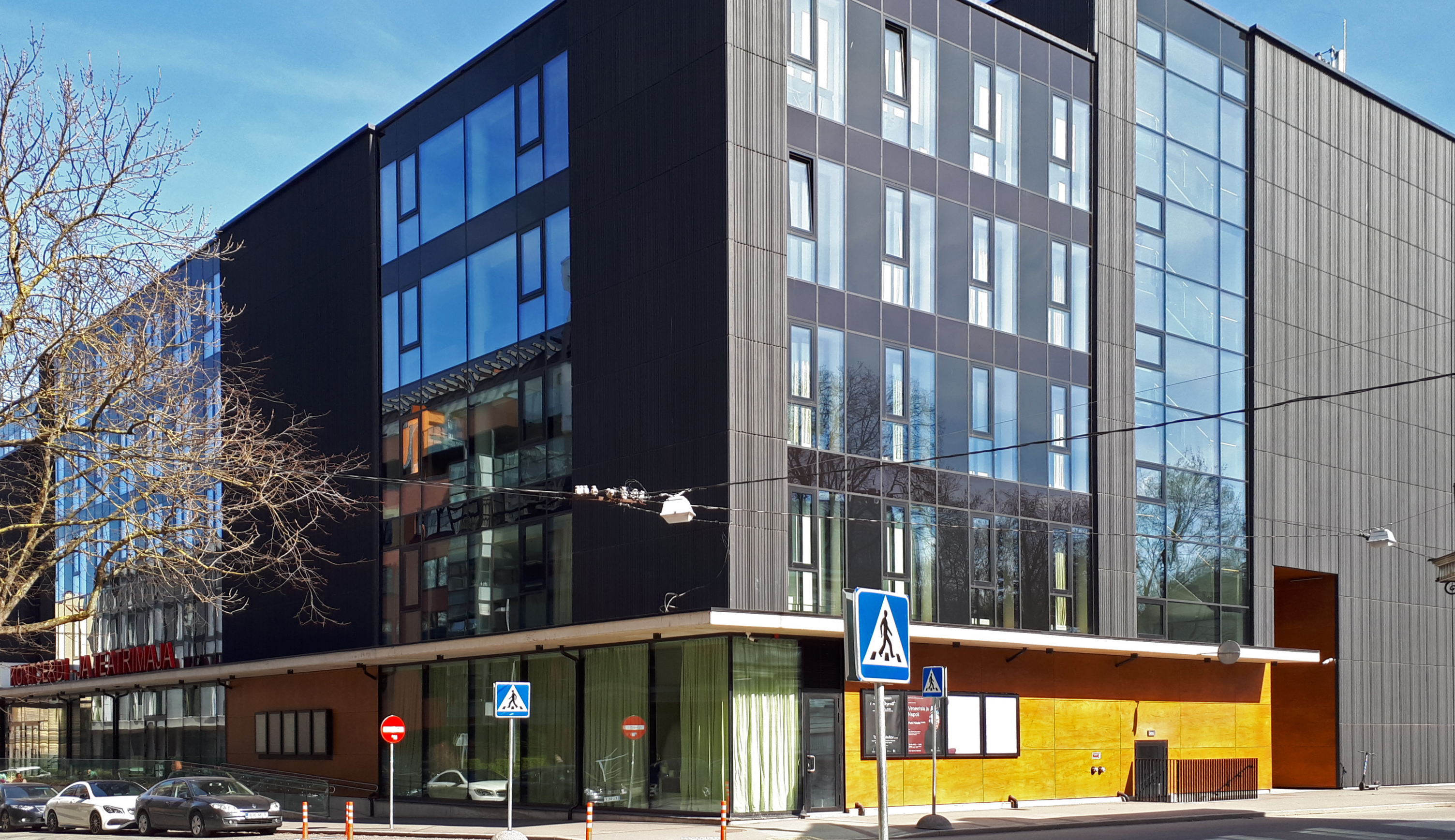
Tatari 13, Salle de concert et de théâtre.

- Tatari 51, Office estonien de la statistique

## Galerie

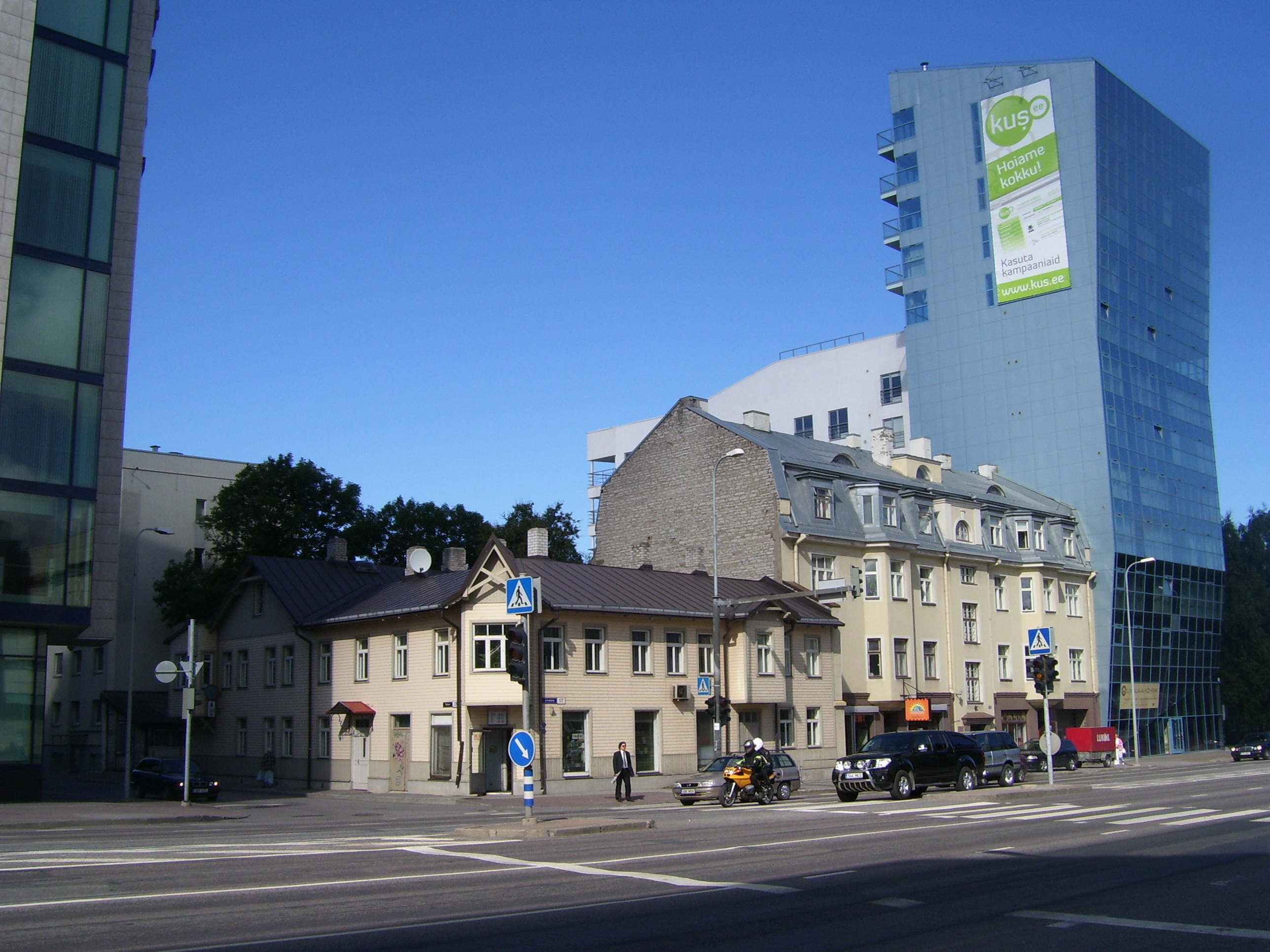
Tatari 1.
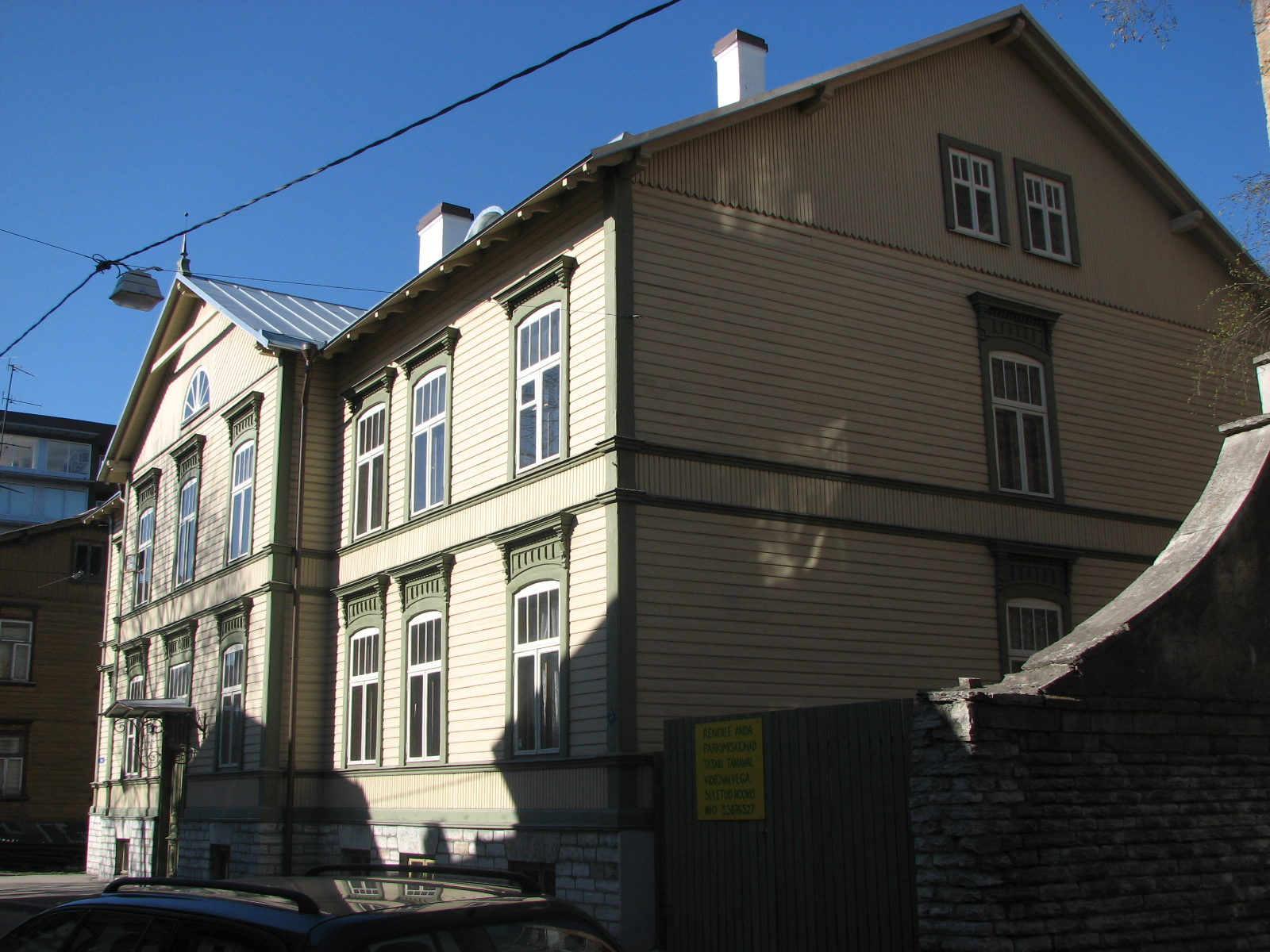
Tatari 20.
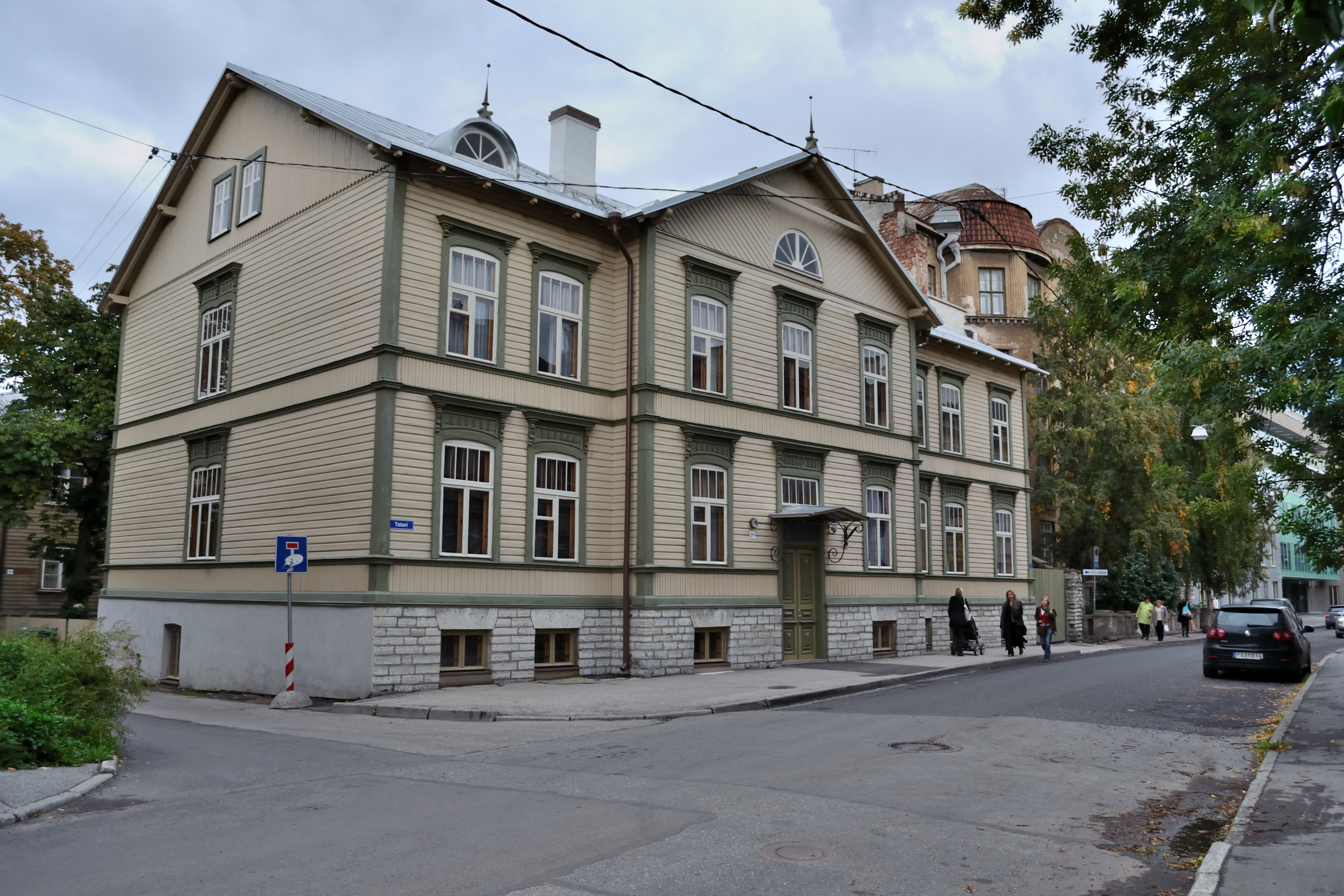
Tatari 21А.
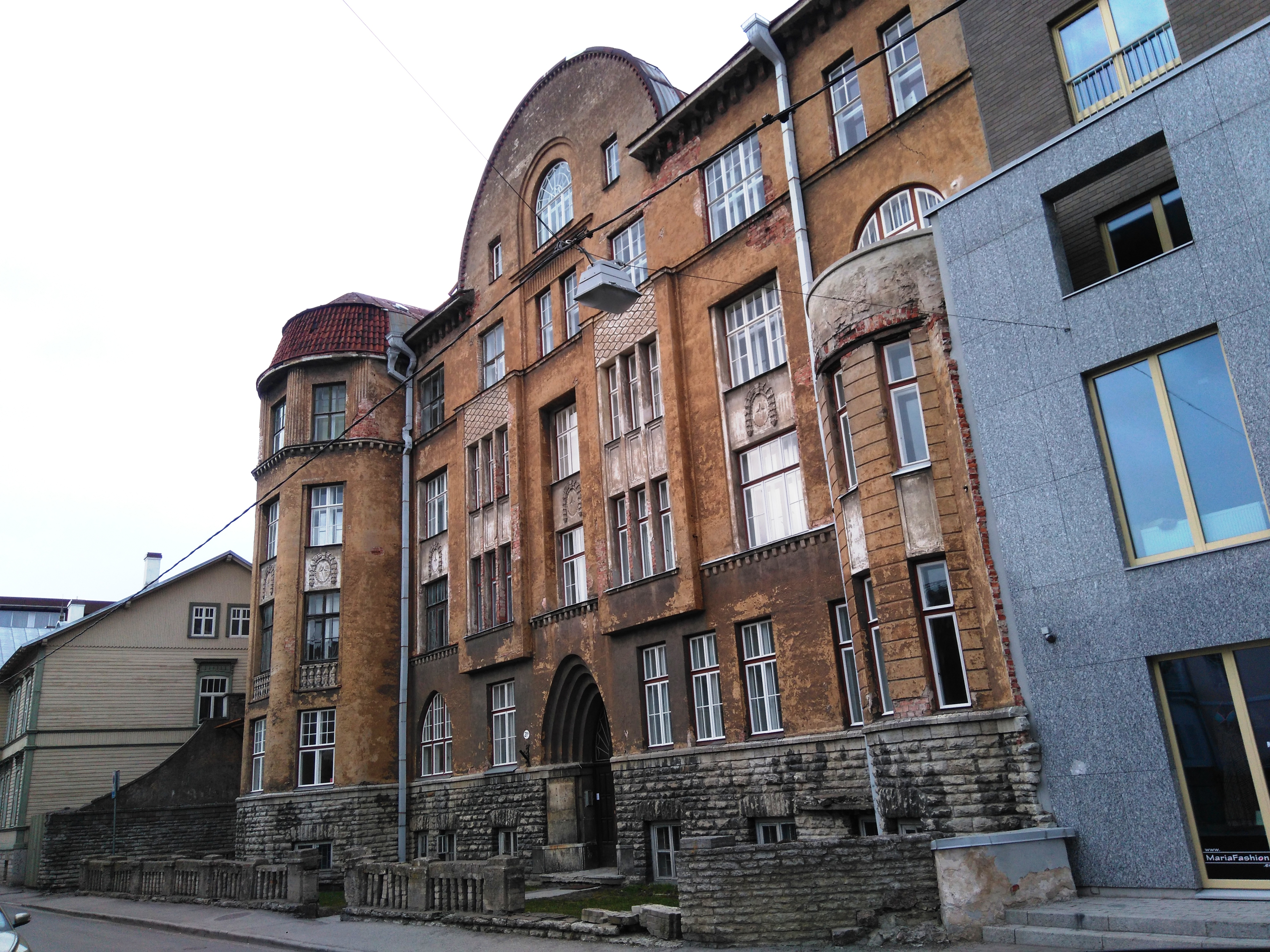
Tatari 21b

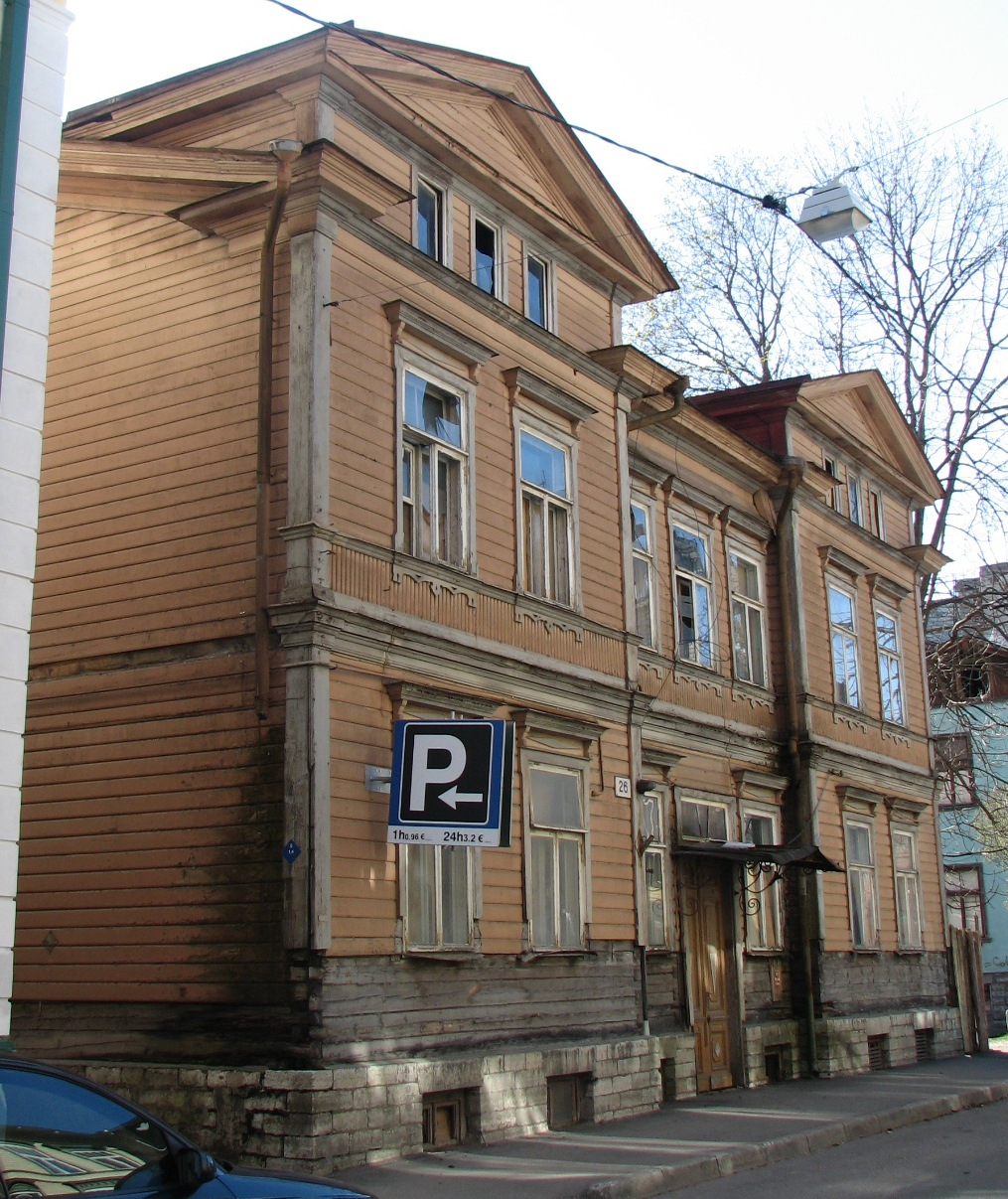
Tatari 26.
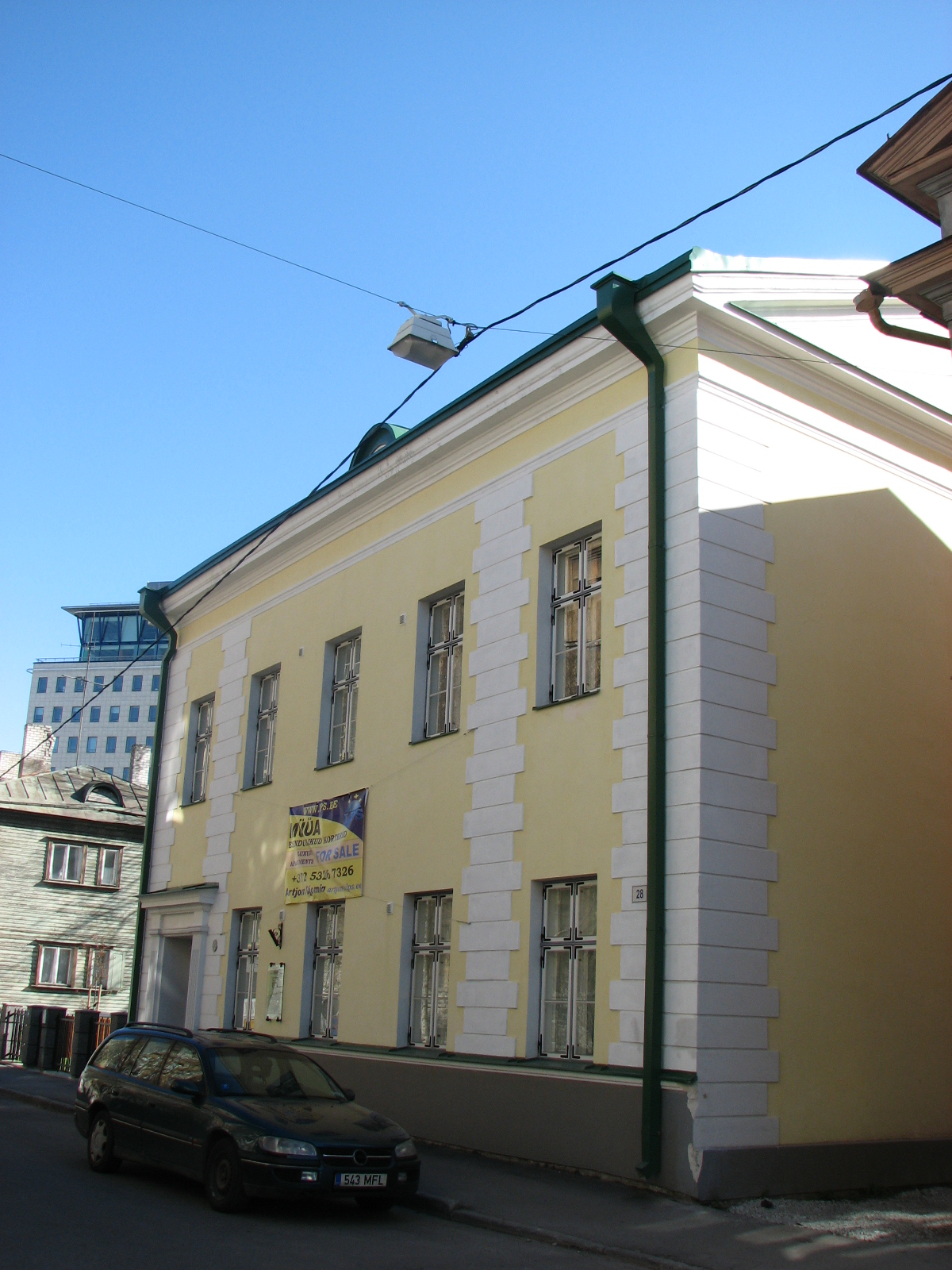
Tatari 28.
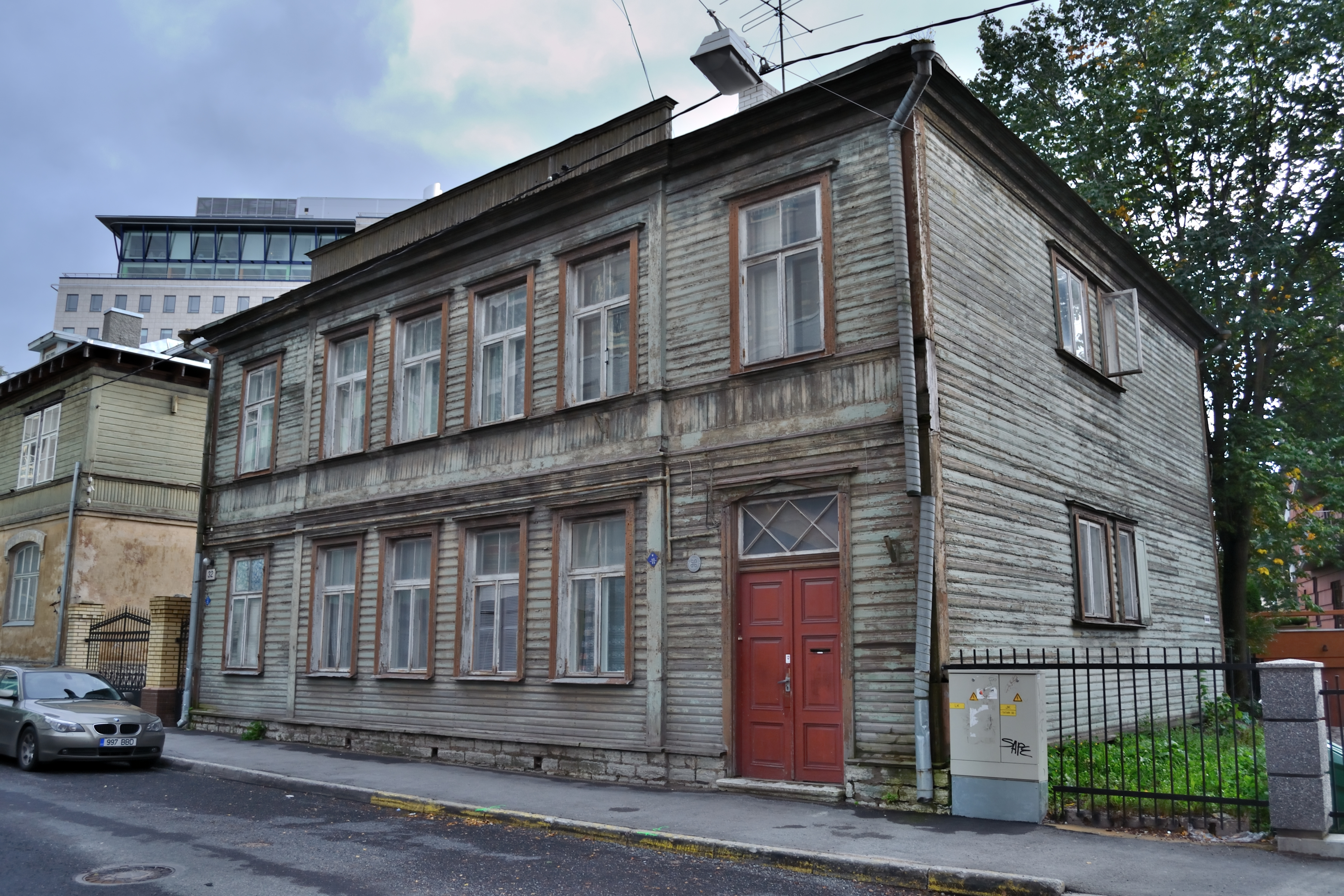
Tatari 32.
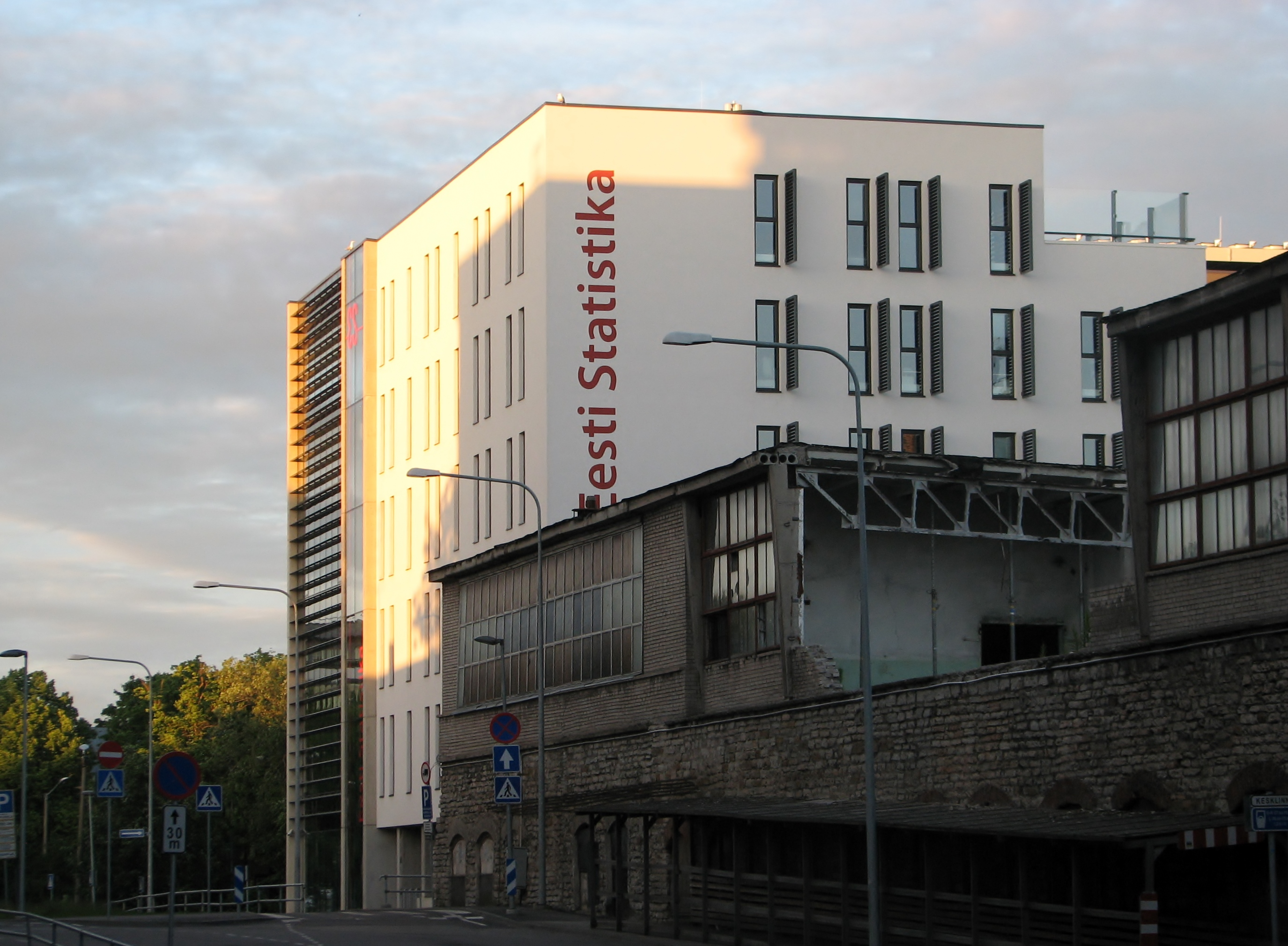
Tatari 51.